# حزب جبهه ملی آلبانی
حزب جبهه ملی آلبانیایی (آلبانیایی: Partia Balli Kombëtar Shqiptar, PBK) یک حزب ملی‌گرا در آلبانی، کوزوو و مقدونیه شمالی است.

## تاریخچه
بیل کومبتار در آلبانی به عنوان یک حزب سیاسی در اوایل دهه ۱۹۹۰ احیا شد. تحت رهبری Abas Ermenji، یک بالست بازمانده، که با اعلام پیروزی کمونیست‌ها در سال ۱۹۴۵ از آلبانی فرار کرد. در سال ۱۹۹۶ ۵ درصد آرا popular عمومی و دو کرسی پارلمان را به دست آورد. از آن زمان کاهش یافته‌است. در انتخابات ۲۰۰۱ بخشی از ائتلاف اتحادیه پیروزی (Bashkimi për Fitoren) بود که ۳۷٫۱٪ آرا و ۴۶ نماینده پارلمان را به دست آورد.
جبهه ملی دارای کارزاری به رهبری سلیمان داکا و در مقدونیه شمالی، به رهبری وبی ژه میلی در کوزوو است.

## ایدئولوژی
جبهه ملی شباهت زیادی به اسلاف خود به همین نام، بالی کل ملی دارد. جبهه ملی یک تشکیلات سیاسی مستقل است که اهداف آن اتحاد مردم آلبانیایی ساکن در مرزهای آلبانی و خارج از آنها بدون در نظر گرفتن جنسیت، مذهب و موقعیت اجتماعی است. این حزب تلاش می‌کند تا شرایط وحدت معنوی، فرهنگی و سیاسی مردم آلبانیایی را در داخل و خارج آلبانی ایجاد کند. جبهه ملی طرفدار توسعه اقتصادی و آموزشی بالای آلبانیایی‌ها و همچنین تقویت مبانی حقوقی دولت، موسسات آلبانیایی و برای رونق کشور و بهبود فرهنگ مادی مردم آلبانی است.

## شاخه‌ها

### کوزوو
شاخه کوزوو جبهه ملی در سال ۱۹۹۷ توسط ناصر حوزاج تشکیل شد. قبل از تجزیه جبهه ملی در کوزوو، جبهه ملی آلبانی به شدت طرفدار کوزوو مستقلی از یوگسلاوی بود. در ۶ اوت ۱۹۹۸، جبهه ملی در آلبانی خواستار این شد که آلبانی برای صلح در جنگ کوزوو به صربستان اعلان جنگ کند. با این حال، این درخواست توسط همه احزاب در آن زمان در مجمع آلبانی رد شد.

### مقدونیه شمالی
شعبه جبهه ملی مقدونیه شمالی در سال ۲۰۰۴ در تتووو تشکیل شد. گزارش‌ها حاکی از آن بود که در تتوو اعلامیه‌هایی در دست انتشار بود مبنی بر اینکه ستاد عمومی جبهه ملی مردم آلبانی را به منظور پیوستن به مسئله «حل مسئله آلبانیایی» در کوه‌های Šar به این سازمان در کوه‌های ites ار دعوت می‌کند. آنها به شدت با همه‌پرسی خودمختاری در سال ۲۰۰۴ مخالفت کردند و همه‌پرسی را ضد آلبانیایی دانستند.
جبهه ملی با احزاب سیاسی آلبانیای مقدونیه، اتحادیه دموکراتیک برای ادغام و حزب دموکراتیک آلبانیایی اختلاف دارد. جبهه ملی از همه آلبانیایی‌های مقدونیه درخواست می‌کند که هیچ وعده یا بیانیه مندوه Thaçi یا علی احمتی را در نظر نگیرند، ادعا می‌کند که آنها نماینده آلبانیایی‌های مقدونیه شمالی نیستند و آنها را «عروسک‌های خیمه شب بازی» تحت کنترل دولت می‌دانند.
مندوه تاچی ادعا کرده‌است تا زمانی که حزب دموکراتیک آلبانیایی‌ها در مقدونیه شمالی وجود داشته باشد، تشکیل حزب جبهه ملی وجود نخواهد داشت. علی احمتی، سوسیالیست سابق و یک بار مبارز چریکی (بسیاری از فرماندهان و سربازان KLA با نمایندگی شکوهمند وی اختلاف نظر دارند) نیز مخالف جبهه ملی است زیرا معتقد است آنها مخالف حفظ یکپارچگی و حاکمیت مقدونیه شمالی هستند.

## عضویت
پیش نیازهایی وجود دارد که باید برای عضویت در حزب تحقق یابد. برای پیوستن به حزب پذیرفته نشده‌است:
- کسانی که دیدگاه‌ها و عقاید خلاف قانون اساسی و ضد ملی را تبلیغ می‌کنند.
- اعضای سابق حزب کار آلبانی و حزب کمونیست آلبانی، کمونیست‌ها، فاشیست‌ها، ضد ملی گرایان و نمایندگان سابق بیمه.
- سارقان، مجرمان و اعضای جرایم سازمان یافته.
- کسانی که به یک حزب دیگر تعلق دارند.

## شورای PBK
اعضای شورا:
- رئیس: Adriatik Alimadhi
- نایب رئیس: مجلیندا تورو
- رئیس شورای ملی: لوان میفتیو
- دبیرکل: آربن خوجه
- دبیر سازماندهی: کوجیتم لماج